# Кримський Сергій Борисович
Сергі́й Бори́сович Кри́мський (*2 червня 1930, Бахмут — †30 червня 2010, Київ) — український філософ, культуролог, представник Київської філософської школи. Лауреат Шевченківської премії (2005), Премій НАН України: імені Д. З. Мануїльського (1990), ім. М. Туган-Барановського (2000), ім. Д. Чижевського (2001). Заслужений діяч науки і техніки України (1996), член Нью-Йоркської академії наук (1995). Автор понад 200 наукових праць, зокрема — 9 індивідуальних і 20 колективних монографій, присвячених проблемам логіки й методології науки, культурології, філософської антропології.

## Біографія
Народився в 1930 році на Донбасі в Бахмуті.
Закінчив філософський факультет Київського університету ім. Т. Шевченка. З 1957 р. працював в Інституті філософії ім. Г. С. Сковороди НАН України, де пройшов усі посади — від молодшого лаборанта до завідувача відділу, головного наукового співробітника інституту. Доктор філософських наук (1976), професор (1987). Викладав у Центрі гуманітарної освіти НАН України та Національному університеті «Києво-Могилянська академія».

## Науковий доробок
Зробив помітний внесок у розробку логіки наукового дослідження (1960-1970-ті рр.) і культурологічного підходу до з'ясування філософських проблем (від початку 1980-х рр.). Розробляв засади перетворення знання (динаміки теорій), прийоми витлумачення (як операції зворотної абстракції), засади узагальненої (некласичної) раціональності та розуміння, принципи духовності (зокрема «етичної гідності істини», «третьої правди», «інтелектуальної рішучості» тощо), розвивав неоплатонічну концепцію вилучення архетипових (на зразок ейдосів Платона) структур буття, розуму та культури; виділив архетипи української культури. Запропонував цілісну концепцію людини як носія й осередку культури. Творчий доробок С. Б. Кримського відзначається ерудицією, раціональністю й водночас образним ладом, стиль викладу — художністю та високим естетичним смаком. Його блискучі лекції для студентів та аспірантів, виступи по телебаченню мали незмінний успіх.

## Вислови Сергія Кримського
Про духовність:
|  | Колишній чеський президент Гавел висловився таким чином: «За сталінської диктатури ми сиділи в клітках, нас випустили — і ми опинилися в джунглях». Як подолати оці джунглі? Лише високою духовністю. Духовність я розумію не лише як розвій культури. Духовність — це створення свого власного внутрішнього світу, своєї особистості, тому що Бог розмовляє з людьми через їх особистість. Духовність на трьох китах базується — це віра, надія і любов. Віра тут розуміється не лише в релігійному сенсі. Була така росіянка, що емігрувала у Францію, її звали мати Марія.<…> Сьогодні багато хто вважає її святою… Так от вона казала: «Є два способи жити. Перший — ходити по твердому ґрунті. Тоді можна щось планувати, розраховувати… А другий спосіб — ходити по воді. Тобто вже не планувати, не передбачати і не очікувати, тут можливо тільки вірити. Тому що мить зневіри — і ти ідеш під воду!». Ось в такому розумінні віра. А надія — це спосіб бачити себе в дзеркалі майбутнього. Апостол Павло писав, що найстрашніший смертельний гріх — це втратити надію. Він писав: «над надією надія». А Леся Українка повторювала: «Без надії сподіваюсь». І третя основа — це любов. Людина завжди виходить зі своїх егоїстичних інтересів, вона не може вистрибнути з самої себе. І це не є недолік — така її природа. Вона інакше не може. Єдиний спосіб вийти за межі самого себе — це любов. Тому що любов — це завжди пошук абсолютного центра за межами самого себе. Як писав Соловйов, «любов існує не лише для продовження роду, хоча вона і освячує його, це — спосіб розвитку особистості людської». |

Про архетипи української нації:
|  | Коли ми говоримо про націю, то тут потрібен дуже точний науковий аналіз, котрий має базуватися на тому, що я називаю архетипами. Архетипи — це наскрізні символічні структури, які є на всіх етапах розвитку тієї чи іншої нації, від початку і до нашого часу. Вони прокреслюють шлях вперед. Якщо говорити про архетипи української нації, то це насамперед кардіоцентризм, тобто філософія серця. Вся аргументація персонажів і героїв української історії базується на аргументах серця. Саме серце розглядається П. Кулішем, як джерело національної ідеї, як джерело премудрості Божої. Премудрість Божа іде тільки через серце людини. Ця аргументація спостерігається ще в «Слові о полку Ігоревім». Князь Ігор перед тим, як здійснити свій похід, «нагострив мужністю серце». Аргументація філософії серця була постійною в українській літературі, духовності, менталітеті. І це є архетип, тобто наскрізна символічна структура. Ще однією такою структурою є ідея софійності. У греків ідея мудрості була пов’язана з Логосом, з головою. В українській ментальності мудрість зв’язана не тільки з головою, є ще й мудрість самих речей. Ця мудрість речей і зветься софійністю. |

Про мову:
|  | Особливістю українського менталітету є розуміння слова, як духовної зброї. В XVII столітті видатний український релігійний і громадський діяч Лазар Баранович пише книгу «Меч духовний», де порівнює слово з козацькою шаблею. Слово розумілося як зброя, більше того — відбувалося освячення слова, як духовної батьківщини. Обожнення слова спостерігається на всіх етапах української історії. Це також архетип. Шевченко їде в заслання, беручи з собою рідну мову. Таким чином він Батьківщину з собою носить. І він створює молитву слова: Пошли мені святеє слово, Святої правди голос новий! І слово розумом святим І оживи, і просвіти!<…> Подай душі убогій силу, Щоб огненно заговорила, Щоб слово пламенем взялось, Щоб людям серце розтопило, І на Украйні понеслось, І на Україні святилось Те слово, божеє кадило, Кадило істини. Амінь. Це молитва слова. Мова — не лише спосіб спілкування, це, насамперед, форма культури, якою ми живемо, це спосіб мислення. А значить — і спосіб діяння. |

## Вислови про Сергія Кримського
|  | Усі, хто його знав, дивувалися не лише широті його гуманітарних, зокрема, філософських знань, а й дивовижній ерудиції в усіх наукових галузях. Висока культура, людяність, особиста відповідальність за все, що відбувається у світі, країні, інституті, особистій долі, непідробна увага до кожної людини, бажання допомогти, стимулювати до саморозвитку, підтримати в складних ситуаціях створили той авторитет, який справді мав Сергій Борисович. Він виховав кілька поколінь філософів, лишаючись для всіх невгасним світилом-поводирем у пошуках істини. |

|  | Сергій Кримський належав до тієї когорти інтелектуалів, які не змиряються з абсурдами і бояться, як казав сам Філософ, пропустити підтримкою народження нових істин. Він був Особистістю й Вченим, чий авторитет не потребував казенних звань і мішури регалій. |

## Праці

### Окремі видання
- «Генезис форм і законів мислення» (1962).
- «Проблемы мышления в современной науке» (співавтор; 1964).
- «Логика научного исследования» (співавтор; 1965).
- «Научное знание и принципы его трансформации» (1974).
- «Логико-философский анализ понятийного аппарата науки» (співавтор; 1977).
- «Понимание как логико-гносеологическая проблема» (співавтор; 1982).
- «Мировоззренческие категории в современном естествознании» (співавтор; 1983).
- «Пути формирования нового знания в современной науке» (співавтор; 1983).
- «Григорій Сковорода: Біографічна повість» (співавтор; 1984).
- «Методологический анализ физического познания» (співавтор; 1985).
- «Доказательство и понимание» (співавтор; 1986).
- «Філософський словник» (співавтор; 1986).
- «Рациональность в науке и культуре» (співавтор; 1989).
- «Экспертные оценки в социологических исследованиях» (співавтор; 1990).
- «Верификация социальных прогнозов» (співавтор; 1992).
- «Эпистемология культуры: Введение в обобщённую теорию познания» (співавтор; 1993).
- «Феномен української культури: методологічні засади осмислення» (співавтор; 1996).
- «Пути и перепутья современной цивилизации» (співавтор; 1998).
- «Философия как путь человечности и надежды» (2000).
- «Філософський енциклопедичний словник» (співавтор; 2002).
- «Цивилизационные модели современности и их исторические корни» (співавтор; 2002).
- «Запити філософських смислів» (2003).
- «Заклики духовності XXI століття» (2003).
- «Проблеми теорії ментальності» (співавтор; 2006).
- «Цивілізаційний розвиток людства» (співавтор; 2007).
- «Під сигнатурою Софії» (2008).
- «Ранкові роздуми» (2009).[5]
- «Мудрецы всегда в меньшинстве» (2012).
- «Наш разговор длиною в жизнь» (2012).

### Статті
- «Кінець історії» чи метаісторія? // Collegium. — 1994. — № 1. — С. 28-38.
- Під сигнатурою Софії // Філософська і соціологічна думка. — 1995. — № 5-6. — С. 235—243.
- Балансуючи між ангелом і звіром: Яким буде моральний вибір сучасності? // Людина і світ. — 1996. — № 5. — С. 22-26.
- Ціннісно-смисловий універсум як предметне поле філософії: Філософське розуміння людини // Філософська і соціологічна думка. — 1996. — № 3-4. — С. 102—116.
- Архетипи української культури // Вісник НАН України. — 1998. — № 7-8. — С. 74-87.
- Дмитро Чижевський про національне визначення історико-філософського процесу в Україні // Філософська думка. — 1998. — № 3. — С. 103—110.
- По той бік Страшного Суду // Людина і світ. — 1998. — № 2. — С. 17-22.
- «Третя правда» буття // Сучасність. — 1998. — № 4. — С. 99-107.
- Концептуальний лад аналізу перехідного процесу // Нац. ун-т «Києво-Могилянська академія». Наукові записки. — Т. 8: Філософія та право. — К., 1999. — С. 4-10.
- Межа тисячоліть — зміна вимірів історії // Вісник НАН України. — 1999. — № 7. — С. 3-12.
- Місце пізнання в багатоманітності форм освоєння світу // Філософсько-антропологічні читання'98. — К., 1999. — С. 53-64.
- Формування ідей логіки наукового дослідження в Україні // Філософська думка. — 1999. — № 4-6. — С. 42-57.
- Культурна універсальність українського бароко // Вісник Національної академії наук України. — 2000. — № 10. — С. 47-56.
- Нові горизонти філософсько-методологічного пошуку [рец. на книгу В. С. Степина «Теоретическое знание» (2000)]. // Філософська думка. — 2000. — № 3. — С. 156—160.
- Філософія вимагає зробити своє життя складником світової філософії добра // Філософська думка. — 2001. — № 6. — С. 3-7.
- 2003-й рік — рік культури. Чого чекати від нього? // Українська культура. — 2002. — № 6. — С. 3-4.
- Феномен мудрості у творчості Григорія Сковороди // Вісник Національної академії наук України. — 2002. — № 12. — С. 42-46.
- Деякі універсали української культури // Українська культура. — 2003. — № 1. — С. 6-7.
- Зараз головне — не провиджати, а попереджувати! // Наука і суспільство. — 2003. — № 3/4. — С. 8-10.
- Наука як феномен цивілізації // Вісник Національної академії наук України. — 2003. — № 3. — С. 7-20.
- Принципи духовності XXI століття // Директор школи. — 2003. — № 4. — С. 1-4.
- Проект і проектування в сучасній цивілізації // Метод проектів: Традиції, перспективи, життєві результати. — К., 2003. — С. 6-15.
- Дім — поле — храм // Сучасність. — 2005. — № 3. — С. 139—145.
- Смисл постісторії // Філософська думка. — 2006. — № 4. — С. 22-35.
- Ікона та світло софійності // Філософська думка. — 2007. — № 3. — С. 119—127.
- Три виміри універсальної любови // Артанія. — 2010. — № 3 (кн. 20). — С. 42-43.
- Роздуми останніх років // Науковий світ. — 2010. — № 12. — С. 15-16.
- Бесіди з Кримським: Остання касета (спілкувалася Т. Чайка) // Філософська думка. — 2011. — № 1. — С. 128—145.

## Вшанування пам'яті
В Бахмуті існує вулиця та провулок Сергія Кримського.

## У мережі
- Сергій Кримський: «Принципи духовності XXI століття» [Архівовано 24 травня 2009 у Wayback Machine.]
- Сергій Кримський: «З усіх прав людини найважливішим є право бути ІНШИМ» [Архівовано 4 червня 2008 у Wayback Machine.]
- Сергій Кримський про Мистецтво жити [Архівовано 3 вересня 2007 у Wayback Machine.]
- Сергій Кримський: «За межею щастя і нещастя» [Архівовано 23 лютого 2014 у Wayback Machine.]
- Сергій Кримський: «Успіх — результат виправлених помилок» [Архівовано 28 серпня 2006 у Wayback Machine.]
- Енциклопедія гумору від академіка Кримського (частина 1) [Архівовано 28 серпня 2006 у Wayback Machine.]
- Енциклопедія гумору від академіка Кримського (частина 2) [Архівовано 24 березня 2008 у Wayback Machine.]
- Сергій Кримський: «Завжди дивіться на профіль. Його неможливо підробити, він повністю видає суть людини»
- Ранок мудріший за вечір (розмова з С. Б. Кримським) [Архівовано 12 грудня 2011 у Wayback Machine.]
- Сумно. С. Б. Кримський (1930—2010) відійшов у вічність. Про сенс життя [Архівовано 4 березня 2016 у Wayback Machine.]
- Твори С. Б. Кримського на сайті «Alexandria. Бібліотека філософа» [Архівовано 10 липня 2011 у Wayback Machine.]
- Бібліометричний профіль C. Б. Кримського в Google Академія [Архівовано 21 жовтня 2020 у Wayback Machine.]